# Ludwig Zinth
Ludwig Zinth (* 7. März 1860 in Nassenbeuren; † 1912) war Landwirt, Bürgermeister und Mitglied des Deutschen Reichstages.

## Leben
Zinth besuchte die Volksschule und die landwirtschaftliche Schule in Kaufbeuren. Vom 20. bis zum 23. Lebensjahr diente er beim Königlich Bayerischen 1. Schwere-Reiter-Regiment als Unteroffizier. Danach war er lange Jahre Bürgermeister in Ingenried.
Von 1892 bis 1893 war er Mitglied des Deutschen Reichstags für den Wahlkreis Schwaben 5 (Kaufbeuren, Mindelheim, Oberdorf, Füssen) und die Deutsche Zentrumspartei.